# Honoka Hayashi
Honoka Hayashi (林 穂之香, Hayashi Honoka), née le 19 mai 1998, est une footballeuse internationale japonaise.

## Biographie

### En club
Hayashi commence sa carrière en 2013 avec le club du Cerezo Osaka Sakai.

### En équipe nationale
Elle est sélectionnée en équipe du Japon des moins de 20 ans pour disputer la Coupe du monde féminine des moins de 20 ans en 2016 (Troisième) et 2018 (Vainqueur).
Le 11 décembre 2019, elle fait ses débuts avec l'équipe nationale japonaise lors de la Coupe d'Asie de l'Est, contre l'équipe de Taipei chinois.

## Statistiques
Le tableau ci-dessous présente les statistiques de Honoka Hayashi en équipe nationale
| Équipe du Japon | Équipe du Japon | Équipe du Japon |
| Année           | Matchs          | Buts            |
| --------------- | --------------- | --------------- |
| 2019            | 1               | 0               |
| Total           | 1               | 0               |

## Palmarès
- Vainqueur de la Coupe du monde des moins de 20 ans 2018
- Troisième de la Coupe du monde des moins de 20 ans 2016